# Nikolaj Gontar'
Nikolaj Pavlovič Gontar' (in russo Николай Павлович Гонтарь?; Vladivostok, 29 aprile 1949) è un ex calciatore sovietico dal 1991 russo, di ruolo portiere.